# Ziekte van Graves
De ziekte van Graves is een auto-immuunziekte, waarbij hyperthyreoïdie optreedt. De ziekte is vernoemd naar de ontdekker van de aandoening, Robert James Graves. Zijn Duitse collega Carl von Basedow beschreef dezelfde symptomen. Daarom worden ook de termen ziekte van Basedow of Graves-Basedow wel gebruikt.
Traditioneel wordt deze geassocieerd met zwelling van de schildklier (struma), uitpuilende ogen (exophthalmus) en een te snelle hartslag (tachycardie). Het gelijktijdig voorkomen van alle drie deze symptomen heet de Merseburger trias (naar de woonplaats van Von Basedow). Deze combinatie is echter betrekkelijk zeldzaam, doorgaans staat een van de symptomen op de voorgrond.

## Geschiedenis
De eerste die hyperthyreoïdie beschreef, was de Britse arts Caleb Hillier Parry in 1785. Noch hij, Carl von Basedow noch Robert James Graves verbond de symptomen met schildklierproblemen. Dat gold ook voor neuropsychiater Paul Julius Möbius. De namen van Basedow en Graves zijn echter in de endocrinologie gebleven, doordat dit de meest voorkomende vorm van hyperthyreoïdie is. Bij 50 tot 80% van de gevallen.
Behandeling van giftig struma vindt al sinds het begin van de 20e eeuw plaats. In 1942 gebruikten Hertz en Roberts voor het eerst radioactief jodium om de ziekte van Graves te genezen, en in 1943 beschreef Edwin Bennett Astwood de effecten van thiouracil, het eerste schildkliergeneesmiddel op de markt.

## Ontstaan van de ziekte
Door een onbekende oorzaak maakt het lichaam bij patiënten met de ziekte van Graves antistoffen die werken op een bepaald onderdeel van de schildklier. Deze antistoffen (TSI) stimuleren de TSH-receptoren op de schildklier, receptoren die normaal geactiveerd worden wanneer het lichaam te weinig schildklierhormoon heeft. Doordat deze antistoffen nu de TSH-receptoren stimuleren, wordt de schildklier continu aangezet tot het maken van schildklierhormoon, ook al is dit voor een normale werking van het lichaam niet nodig.
Schildklierhormoon is een hormoon dat in het lichaam processen aanstuurt die te maken hebben met het verkrijgen van energie (bijvoorbeeld bij sporten of stress). Doordat er nu te veel van dit hormoon wordt aangemaakt, waardoor een zogenaamde hyperthyreoïdie ontstaat, heeft de patiënt onder andere het gevoel erg gejaagd te zijn, veel te zweten en hartkloppingen te hebben. Een ander verschijnsel dat de patiënt vaak opmerkt, is een zwelling van de schildklier, die in het midden aan de voorzijde van de hals te voelen is. Dit wordt struma genoemd.
De meest voorkomende oorzaak is dat de hele schildklier overmatig schildklierhormoon produceert. Maar het kan ook dat een enkele of meerdere knobbeltjes in de schildklier een verhoogde hormoonsecretie produceren, wat een knobbeltje wordt genoemd. Thyroiditis (ontsteking van de schildklier) kan ook leiden tot Graves. Veel klinische aandoeningen zorgen ervoor dat schildklierweefsel de productie van schildklierhormoon verhoogt, inclusief posttraumatische stress. Ook een verhoogde inname van jodium kan leiden tot deze aandoening. Schildklieraandoeningen hebben een erfelijk component, Graves kan voorkomen  in dezelfde familie en treffen vaker vrouwen dan mannen. 

## Symptomen

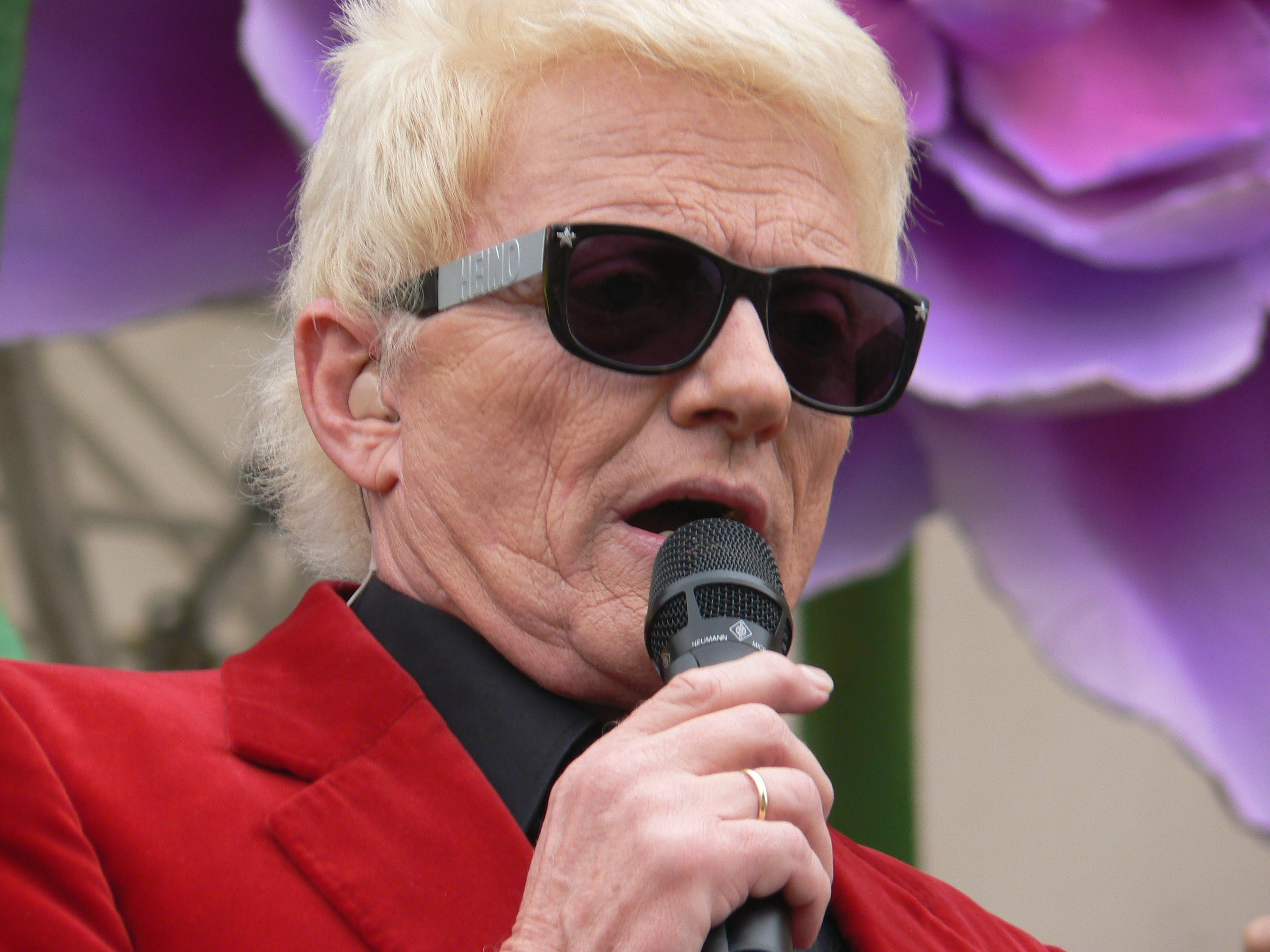
De Duitse schlagerzanger Heino draagt, vanwege de exophthalmus die de ziekte van Graves bij hem met zich meebrengt, altijd een donkere zonnebril.

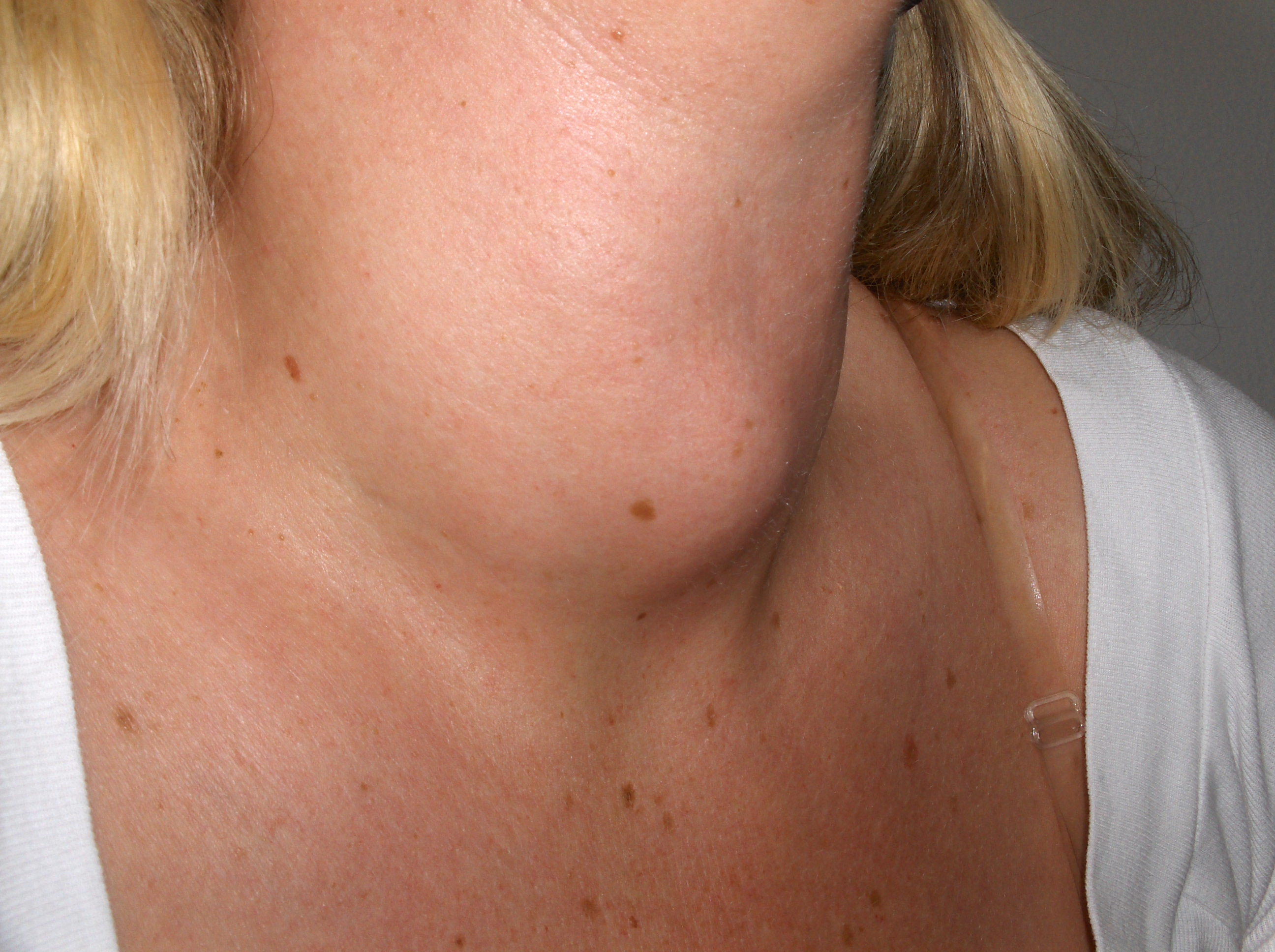
Struma zoals bij de ziekte van Graves wordt gezien

De schildklierhormonen thyroxine en tri-joodthyronine regelen de intensiteit van de stofwisseling. 
De meest voorkomende symptomen als een direct gevolg van het hoge metabolisme: tachycardie (snelle hartslag van soms meer dan 100 slagen per minuut), hartkloppingen, hoge bloeddruk, jeuk en huidproblemen, abnormale vermoeidheid, rusteloosheid, nervositeit, prikkelbaarheid, concentratiestoornissen, angst, tremor (trillen van meestal de vingers, handen), slaapproblemen en spierzwakte, vooral in de bovenarmen en dijen. Snellere darmlediging kan optreden. Steatorroe, diarree en malabsorptie treden op en een verhoogde concentratie van galzuur in de twaalfvingerige darm.  Gewichtsverlies, ondanks goede eetlust (hyperfagie), treedt op. Sommige patiënten hebben een zwelling aan de buitenkant van de keel (struma), maar niet iedereen. Struma is te wijten aan overactiviteit van de schildklier en de overproductie van schildklierhormoon. Toxisch struma maakt het moeilijk voor de persoon om hoge kamertemperaturen te verdragen, terwijl de lichaamstemperatuur hoger is dan normaal (hyperthermie).
Een Graves-patiënt kan ook andere auto-immuunziekten hebben, zoals atrofische gastritis, de ziekte van Addison en diabetes type 1. 
Clubvormige trommelstokvingers (acropathie), gebogen nagels en onycholyse (loslaten van de nagels) kunnen een teken zijn van Graves. In het geval van Graves zijn alle nagels aangetast. Haar groeit sneller, maar haaruitval treedt ook op, onder andere in de vorm van de auto-immuunziekte alopecia areata (kale plekken), milphosis (verlies van wimpers) en madarosis (verlies van wenkbrauwen). Soms treden hyperhidrose (abnormaal zweten) en hyperpigmentatie (te veel melanine in de huid) op.
De huid kan direct worden aangetast door Graves. Een persoon met Graves heeft meestal een dunne, zachte, warme, glanzende en gehydrateerde huid, omdat de productie van de huid, zweet en talg stijgt. Er kan een verhoogde neiging tot acne zijn. De handpalmen kunnen een karakteristiek uiterlijk hebben met rode, kleine plekken. Verschillende huidziekten en sommige auto-immuunziekten kunnen voorkomen in combinatie met Graves, waaronder jeuk, pretibiaal myxoedeem, urineblaasproblemen, netelroos, sclerodermie, xanthelasma, vitiligo en lichen sclerosus waardoor huid zijn elasticiteit verliest.
Graves beïnvloedt het gehele metabolisme, dwz. bloedsuikerregulatie, eiwitstructuur en vetstofwisseling. In de regel wordt dit geassocieerd met hoge bloedsuikerspiegels (hyperglycemie), evenals met hoge insulinespiegels. Dit is het geval omdat dit hormoon de glucosestofwisseling beïnvloedt. Graves kan daarom diabetes verergeren en insulineresistentie veroorzaken. Er zijn echter gevallen waarin Graves optreedt met hypoglycemie.
Hyperurikemie treedt soms op als gevolg van de hoeveelheid geproduceerd urinezuur, wat een kenmerk is voor jicht en nierstenen. Er zijn echter ook gevallen bekend die in plaats daarvan een te lage urinezuurspiegel ontwikkelen.
Bij Graves zijn er vaak oogproblemen. Dubbelzien, verandering van gezichtsscherpte, rode ogen, ogen die jeuken, gevoel van zandkorrel of stof in de ogen. In ergere gevallen kan het leiden tot exophthalmus. Exophthalmus veroorzaakt een ontsteking achter het oog dat de ogen naar buiten duwt, doet uitpuilen. In extreme gevallen kan men de oogleden niet meer sluiten. 
Graves kan ook de spieren en het zenuwstelsel beïnvloeden. Een sterke verzwakking van de spieren. Spierstijfheid en extreme krampen kunnen voorkomen. In sommige gevallen kan spierspanning zich manifesteren in dysfagie (slikproblemen). Verlagen van opname van koolhydraten, verhogen van calciumopname, verstoren van natrium - en kaliumconcentratie. Wat kan leiden tot verdere zenuw- en spierziektes. 
Schildklierhormonen beïnvloeden ook de activiteit van de osteoblasten en osteoclasten, wat zich verder kan uitbouwen tot osteoporose. Er treedt ook een verminderde hoeveelheid bijschildklierhormoon op die dan weer de opname van vitamine D in de nieren beïnvloeden. 
Graves patiënten ervaren ook veel orale problemen zoals verslechterd gebit, cariës, kaakproblemen en ziektes aan het tandvlees.
Bij professionele zangers heeft Graves zich gemanifesteerd in heesheid, invloed op het stemvolume en stembereik en het gevoel iets in de keel te hebben. Slikproblemen, keelpijn en het regelmatig moeten schrapen van de keel. 
Psychologische effecten van Graves treden vaak op in de vorm van concentratiestoornissen, cognitieve functies, geheugenstoornissen, depressie, brainfog enz. Patiënten ervaren moeilijkheden met het op woorden komen van dagelijkse en simpele dingen, het diverse malen moeten lezen van een tekst, dingen vergeten en het gevoel te hebben in een bubbel te leven.

## Diagnostiek
Omdat het te veel hebben van schildklierhormoon (hyperthyreoïdie), meerdere oorzaken kan hebben moeten er enkele onderzoeken worden gedaan om een goede diagnose te kunnen stellen. Allereerst zal bij de verdenking van hyperthyreoïdie, bloedonderzoek worden gedaan om te kijken of er ook daadwerkelijk hoge waarden van de schildklierhormonen in het bloed kunnen worden gezien. Er wordt bij dit bloedonderzoek meestal naar twee hormonen gekeken:
TSH (Thyreoïdstimulerend hormoon)
TSH is een hormoon dat wordt aangemaakt door een gebied centraal in de hersenen dat de hypofyse wordt genoemd. Wanneer in het bloed te weinig schildklierhormoon (FT4) aanwezig is, wordt dit gedetecteerd door de hypofyse waarna TSH wordt gemaakt. Dit TSH zal dan binden aan de TSH-receptor van de schildklier waarna deze meer schildklierhormoon gaat maken.
Omdat in het geval van de ziekte van Graves er te veel FT4 in het bloed aanwezig is zal de hypofyse dit detecteren. Het gevolg hiervan is dat de hypofyse stopt met het maken van TSH. De artsen zien in de uitslagen van het bloedonderzoek dus een heel laag TSH.
FT4 (Free Thyroxine 4)
FT4 is de vrij in het bloed voorkomende variant van een van het schildklierhormoon T4. Dit hormoon komt in het bloed ook gebonden aan andere moleculen voor en heet dan gewoon T4, hier wordt in het bloedonderzoek alleen niet naar gekeken. FT4 is een hormoon dat na omzetting in bepaalde cellen in het lichaam zorgt voor een grotere energieproductie. Dit kan nodig zijn wanneer het lichaam bijvoorbeeld hard moet werken tijdens sporten, stress of andere inspannende momenten. Maar ook als het lichaam in rust is heeft het een bepaalde hoeveelheid schildklierhormoon nodig.
Bij de ziekte van Graves worden de eerder genoemde TSH-receptoren als het ware aangevallen door de antistoffen van het lichaam. De hierdoor actief wordende TSH receptoren zorgen voor een activatie van de schildklier waardoor deze heel veel schildklierhormoon gaat produceren. In het bloed wordt daarom dus een veel te grote hoeveelheid FT4 gezien.
Bij lichamelijk onderzoek kan daarnaast in sommige gevallen nog zwelling onder de huid van scheenbenen worden gezien (peridermaal myxoedeem), de eerder genoemde struma, en het naar voren komen van de ogen (exophthalmus). Deze klinische verschijnselen worden tegenwoordig echter niet veel meer gezien omdat ze pas voorkomen bij een vergevorderd stadium van de aandoening. Mensen met klachten consulteren tegenwoordig veel sneller een arts waardoor de ziekte al in een eerder stadium kan worden behandeld.

## Behandeling
Om hyperthyreoïdie door de ziekte van Graves te behandelen wordt in de praktijk eerst altijd gekozen voor een medicamenteuze block and replacement van de schildklier. Deze schildklierblokkerende middelen, die thyreostatica worden genoemd, remmen de aanmaak van schildklierhormoon, waardoor na enkele weken de werking van de schildklier wordt geblokkeerd en de klachten verminderen en vaak zelfs verdwijnen. Daarna wordt er gestart met een synthetisch hormoon thyroxine en wordt er gezocht naar een goede balans tussen de twee geneesmiddelen om de schildklierwaarden in balans te houden. Dat het enkele weken duurt voordat het effect heeft, komt door het feit dat er nog een voorraad schildklierhormoon aanwezig is die ondanks de medicatie zal vrijkomen. Deze thyreostatica, waarvan carbimazol en thiamazol (ook bekend als Strumazol) de belangrijkste zijn, worden vervolgens in een dusdanige dosering gegeven dat in het bloed een normale hoeveelheid FT4 bereikt wordt. 
Na een jaar zal vervolgens worden gekeken of de blokkering van de schildklier ervoor heeft gezorgd dat deze ook weer normaal is gaan functioneren (of er genezing is opgetreden). Dit is bij 64% van de gevallen niet het geval waarna er twee vervolgbehandelopties zijn:
- Vernietiging van (een deel van) de schildkliercellen met radioactief jodium.
- Chirurgische verwijdering van (een deel van) de schildklier.

Het gevolg van deze behandelingen is dat er minder schildklierweefsel over is om schildklierhormoon te produceren waardoor er dus minder schildklierhormoon zal zijn in het bloed. Vaak wordt er met deze behandelingen echter te veel schildklierweefsel verwijderd of kapotgemaakt. Het gevolg is te weinig schildklierproductie of hypothyreoïdie. Omdat ook dit klachten geeft moet er vervolgens worden gezorgd voor aanvulling van het nu ontbrekende schildklierhormoon.
Om dit te bewerkstelligen zullen levenslang schildklierhormoontabletten (thyrax) moeten worden geslikt. Bij de slok is er echter ook het risico op ernstige gevolgen die zich manifesteren op de ogen. Het risico op exophtalmus wordt hiermee vergroot. 
Sinds 2016 zijn er echter wetenschappelijke testen uitgevoerd op de behandeling met titrering of ook wel eens low dose- long term behandeling genoemd. Door deze behandeling wordt de schildklier zodanig geremd met een zeer lage inname van Strumazol. Er wordt dus op zeer regelmatige basis gekeken naar de hoeveelheid TSH in het bloed en aan de hand van die waarden wordt de hoeveelheid strumazol aangepast. Men hoeft dus maar één soort van medicatie te nemen. Deze behandeling duurt 48 tot 90 maanden. Tijdens de behandeling wordt er ook rekening gehouden met de anti-stoffen. Patiënten ervaren veel minder bijkomende nevenwerkingen van de medicatie en in 84% van de gevallen neemt na de behandeling de eigen schildklier het terug over.

## Patiënten
Enkele bekende personen die de ziekte van Graves hebben, zijn Alexis Contin (Franse langebaanschaatser), Sia (Australische popzangeres en songwriter), Missy Elliott (Amerikaanse zangeres, rapper en songwriter), Wendy Williams (Amerikaanse host en presentatrice), Heino (Duitse schlagerzanger) en wijlen Barbara Bush (voormalige first lady van de Verenigde Staten).